# ألبرتو غونزاليس بيريز
ألبرتو غونزاليس بيريز (بالإسبانية: Alberto González Pérez)‏ (31 مارس 1983 - ) هو لاعب كرة قدم إسباني في مركز الدفاع. لعب مع ريال يونيون ونادي سالامانكا ونادي سيستاو ريفر ونادي لاردة وجيمناستيسيا  توريلافيجا ‏ وReal Balompédica Linense ‏.

## وصلات خارجية
- ألبرتو غونزاليس بيريز على موقع قاعدة بيانات كرة القدم.إي يو (الإنجليزية)
- ألبرتو غونزاليس بيريز على موقع Soccerway.com (الإنجليزية)
- ألبرتو غونزاليس بيريز على موقع AS.com (الإسبانية)